# Моль, Роберт фон
Роберт фон Моль (нем. Robert von Mohl; 17 августа 1799, Штутгарт — 4 ноября 1875, Берлин) — немецкий юрист, правовед. Брат Жюля и Гуго Моля.

## Биография
Моль (с 1837 года фон Моль) родом из Штутгарта; был профессором в Тюбингене; в 1845 году, выставив свою кандидатуру в вюртембергскую палату депутатов, в обращении к избирателям подверг резкой критике правительство, за что был лишён кафедры и переведён советником правления в Ульм. От этой должности Моль отказался и скоро был избран в палату.
В 1847 году Моль занял кафедру права в Гейдельберге. В 1848 году был избран членом франкфуртского парламента и в кабинете временного главы имперской исполнительной власти получил портфель министра юстиции. В парламенте Моль принадлежал к партии «малогерманцев», желавшей объединения Германии без Австрии. 17 мая 1849 года Моль вышел в отставку вместе с президентом имперского министерства Гагерном и вновь посвятил себя профессорской деятельности; заседал в баденской первой палате, а с 1874 года — в германском рейхстаге, где примкнул к либеральной партии.

## Взгляды
В науке государственного права Моль впервые отделил от понятия о государстве понятие об обществе как о самостоятельном союзе граждан, преследующем свои собственные, дозволенные законом цели; он сделал даже попытку установить особый отдел общественных наук, стоящий между правами государственным и гражданским. Правовое государство Моль одним из первых противопоставил аристократическому полицейскому государству; оно является у него лишь средством для достижения различных жизненных целей и для ограждения прав личности. Между государственным правом и политикой или государственным искусством должно стоять, по мнению Моля, учение о государственной нравственности.

## Сочинения
К государственному праву относятся следующие сочинения Моля: «Encyclopädie der Staatswissenschaften» (Тюбинг., 1857, 1872, русск. перевод СПб., 1867), «Staatsrecht, Völkerrecht u. Politik» (ib., 1860—1869) и «Die Geschichte und Litteratur der Staatswissenschaften» (Эрланген, 1855—1858); последнее сочинение представляет обстоятельный каталог литературы по государственному праву, снабжённый массой критических замечаний.
Сочинение Моля «Die Polizeiwissenschaft nach den Grundsätzen des Rechtsstaates» (Тюбинген, 1832—1834; русск. перев. СПб., 1871) составило эпоху в истории полицейского права. Моль даёт полицейской деятельности исключительно отрицательный характер и определяет полицию как учреждение, имеющее целью отстранять и удалять внешние препятствия на пути к всестороннему развитию человеческих способностей — препятствия, которые собственными силами отдельного лица не могут быть устранены. Считая полицейскую деятельность прерогативой государственной власти, Моль сначала не признавал такой же деятельности обществ и союзов, но впоследствии допустил её. Деятельность полиции по предупреждению опасностей, грозящих от злой воли человека (Präventiv-Justiz), Моль отделил от общей полицейской деятельности, предметом которой он считает обеспечение физической и духовной личности граждан и их отношений к имуществу от опасностей, грозящих со стороны сил природы. Одно из главных достоинств книги Моля о полиции — богатство библиографических указаний.
В VI главе I т. «Geschichte und Literatur der Staatswissenschaften» под заглавием «Die neuere Literatur des Völkerrechts» Моль излагает критические замечания на сочинения по международному праву с 1835 по 1854 г.; эти замечания не вполне беспристрастны, но отличаются полнотою данных и основательностью знакомства с предметом. В том же сборнике международному праву посвящена Молем глава «Вечному миру» («Ewiger Frieden»). Моль написал ещё: «Staatsrecht des Königreichs Württemberg» (Тюбинген, 1840), «Die Verantwortlichkeit der Minister in Einherrschaften mit Volksvertretung» (ib. 1837), «Das deutsche Reichsstaatsrecht» (ib. 1873), «Das Bundesstaatsrecht der Vereinigten Staaten von Nord-Amerika» (Штутг., 1824).